# Ayn
Ayn é uma área disputada entre a Khatumo e a Maakhir localizada no sudeste da região de Togdheer, Somália. A principal cidade é Buuhoodle. Atualmente faz parte da Khatumo, auto-proclamada independente, porém, não reconhecida internacionalmente.
A área, de acordo com o governo da Puntlândia, atualmente se constitui numa de suas regiões. O interesse de Puntlândia pela área iniciou em 1998 quando este se auto-proclamou um estado autônomo, se separando do resto da Somália durante a Guerra Civil Somali.
A área é também reclamada, desde 1991, pela auto-proclamada República da Somalilândia, por fazer parte das fronteiras originais da Somalilândia Britânica. De acordo com a  Somalilândia, a chamada Região de Ayn pelo governo de Portland, continua fazendo parte da região de Togdheer, agora sob seu poder.